# Zervó
Zervó är en ort i Grekland.   Den ligger i prefekturen Nomós Prevézis och regionen Epirus, i den centrala delen av landet, 290 km nordväst om huvudstaden Aten. Zervó ligger 254 meter över havet och antalet invånare är 172.
Terrängen runt Zervó är kuperad åt sydost, men åt nordväst är den bergig. Runt Zervó är det ganska glesbefolkat, med 42 invånare per kvadratkilometer. Närmaste större samhälle är Filippiáda, 11,7 km sydost om Zervó. == Kommentarer ==
1. ↑  Framräknat ur variansen i alla höjduppgifter (DEM 3") från Viewfinder Panoramas, inom 10 km radie.[2] Mer om algoritmen finns här: Användare:Lsjbot/Algoritmer.